# Espírito Santo
Espírito Santo (wymowaⓘ [esˈpiɾitu ˈsɐ̃tu]) – jeden ze stanów Brazylii, położony w Regionie Południowo-Wschodnim. Od północy graniczy ze stanem Bahia, od zachodu Minas Gerais, na wschodzie leży Ocean Atlantycki, a od południa stan Rio de Janeiro.
W 2010 stan zamieszkiwały 3 514 952 osoby; dla porównania, w 1970 było ich 1597,4 tys. Większość powierzchni stanu jest wyżynno-górzysta; na granicy ze stanem Minas Gerais leży najwyższy szczyt Wyżyny Brazylijskiej – Pico de Bandeira. Na zachodzie występują nadbrzeżne niziny. Główne rzeki stanu to Rio Doce, São Mateus i Itapemirim, płynące na wschód. Najintensywniejsze opady występują od października do marca.
Poza obszarem piaszczystych wybrzeży i nadbrzeżnych bagien gleba jest żyzna. Uprawia się głównie trzcinę cukrową, kawę, kakao, ryż i kukurydzę. Występuje hodowla bydła; krowy mięsne hodowane są głównie na północy stanu, zaś krowy mleczne na południu.

## Miasta
Największe miasta w stanie Espírito Santo według liczby mieszkańców (stan na 2013 rok):
| L.p. | Miasto                  | Liczba ludności |
| ---- | ----------------------- | --------------- |
| 1.   | Serra                   | 467 318         |
| 2.   | Vila Velha              | 458 489         |
| 3.   | Cariacica               | 375 974         |
| 4.   | Vitória                 | 348 268         |
| 5.   | Cachoeiro de Itapemirim | 205 213         |
| 6.   | Linhares                | 157 814         |
| 7.   | São Mateus              | 120 725         |
| 8.   | Colatina                | 120 677         |
| 9.   | Guarapari               | 116 278         |
| 10.  | Aracruz                 | 91 562          |